# Carpinus kweichowensis
Carpinus kweichowensis ist ein großer Baum aus der Gattung der Hainbuchen (Carpinus) mit graubraunen Zweigen und bei jungen Blättern entlang der Mittelrippe behaarter Blattoberseite. Das natürliche Verbreitungsgebiet der Art liegt in China.

## Beschreibung
Carpinus kweichowensis ist ein bis zu 28 Meter hoher Baum mit glatter, grauer Rinde. Die Zweige sind graubraun, anfangs dicht zottig behaart und später verkahlend. Die Laubblätter haben einen 1,2 bis 1,5 Zentimeter langen, dicht gelbzottig behaarten Stiel. Die Blattspreite ist 8 bis 12 Zentimeter lang und 3,5 bis 5,5 Zentimeter breit, elliptisch, schmal elliptisch, länglich oder schmal länglich, zugespitzt oder spitz, mit mehr oder weniger gerundeter seltener gerundet-stumpfer oder mehr oder weniger herzförmiger Basis und einem unregelmäßig doppelt fein gesägten Blattrand. Es werden zehn bis 16 Nervenpaare gebildet. Die Blattoberseite junger Blätter ist entlang der Mittelrippe dicht flaumig behaart, die Unterseite ist entlang der Blattadern spärlich flaumig behaart und hat an den Seitenadern Achselbärte.
Die weiblichen Blütenstände sind 8 bis 15 Zentimeter lang bei Durchmessern von etwa 5 Zentimetern. Die Blütenstandsachse ist etwa 2 Zentimeter lang und dicht gelbzottig behaart. Die Tragblätter sind 2,8 bis 3 Zentimeter lang, 0,9 bis 1 Zentimeter breit, „halb-eiförmig“- oder sichelförmig-länglich und spärlich zottig behaart. Die Blätter haben drei bis fünf Blattadern erster Ordnung, die netzartig angeordneten Adern sind hervorstehend. Der äußere Blattrand ist entfernt gesägt, der innere Teil ist ganzrandig mit abgeflachtem basalen Lappen. Als Früchte werden etwa 6 Millimeter lange und 5 Millimeter breite, breit eiförmige, acht- bis neunfach gerippte, dicht flaumig und an der Spitze zottig behaarte Nüsschen gebildet. Carpinus kweichowensis blüht von Mai bis Juni, die Früchte reifen von Juli bis September.

## Vorkommen und Standortansprüche
Das natürliche Verbreitungsgebiet liegt im Südwesten der chinesischen Provinz Guizhou und im Südosten von Yunnan in subtropischen Wäldern in 1100 bis 1200 Metern Höhe.

## Systematik
Carpinus kweichowensis ist eine Art aus der Gattung der Hainbuchen (Carpinus). Diese wird in der Familie der Birkengewächse (Betulaceae) der Unterfamilie der Haselnussgewächse (Coryloideae) zugeordnet. Die Art wurde 1931 von Hu Xiansu erstmals wissenschaftlich beschrieben. Der Gattungsname Carpinus stammt aus dem Lateinischen und wurde schon von den Römern für die Hainbuche verwendet.

## Nachweise